# 乔安娜·法格斯
乔安娜·法格斯（英語：Joanna Fargus，1982年1月3日—），英国、澳大利亚女子游泳运动员。她曾代表英格兰、澳大利亚参加2002年和2006年英联邦运动会游泳比赛，获得二枚金牌和一枚银牌。她也曾参加2000年夏季奥林匹克运动会。